# Suka
Suka (mađ. Szőke) je selo u južnoj Mađarskoj.
Zauzima površinu od 6,48 km četvornih.

## Zemljopisni položaj
Nalazi se na 45° 57' 36" sjeverne zemljopisne širine i 18° 11' 9" istočne zemljopisne dužine, 8 km jugozapadno od Pečuha. Reginja (Regenja) je 2 km zapadno, Kukinj je 3 km sjeveroistočno, Salanta je 3 km istočno, Garčin je 3 km zapadno, Nijemet je 4 km istočno, Đoda je 2,5 km sjeverno, Boštin 2 km jugoistočno, Garija je 4 km južno, Ovčar je 3 km jugozapadno, a u neposrednom susjedstvu istočno je Silvaš.

## Upravna organizacija
Upravno pripada Pečuškoj mikroregiji u Baranjskoj županiji. Poštanski broj je 7833.

## Stanovništvo
Suka ima 148 stanovnika (2001.).
Suka je sve donedavno imala i hrvatsku zajednicu iz skupine Bošnjaka, koji su se u ove krajeve doselili u 16. i 17. stoljeću. U nedavnoj prošlosti su se znatnim dijelom pomađarili.
1910. godine je u selu živjelo 387 stanovnika. 283 su bili Mađari, 7 Nijemci, a 97 je bilo Hrvata. 375 je bilo katolika, 10 reformiranih.

## Vanjske poveznice
- (engl.) Suka na fallingrain.com